# Sint-Sebastiaankerk (Hatzum)
De Sint-Sebastiaankerk (Duits:St.-Sebastians-Kirche) is de hervormde kerk van Hatzum, een Ortsteil van de gemeente Jemgum in Reiderland in het zuidwestelijke deel van Oost-Friesland. De kerk werd tegen het einde 13e eeuw als kruiskerk gebouwd, maar verloor in de 17e eeuw het dwarsschip.

## Geschiedenis
De toentertijd tot het bisdom Münster behorende kerk met het patrocinium van de heilige Sebastiaan werd waarschijnlijk tegen het einde van de 13e eeuw gebouwd. De romano-gotische overgangsstijl van de kruiskerk is aan twee rechthoekige blindnissen aan de zuidelijke muur te herkennen: het linker is met een kruislings uitgevoerd vlechtpatroon gevuld, terwijl het rechter met een visgraatmotief is gevuld. Tijdens de reformatie verwisselde de gemeente het katholieke geloof voor de calvinistische leer, opvallend genoeg zonder daarbij de naam van de schutspatroon te verliezen.
Bij een verbouwing in de 17e eeuw, vermoedelijk in 1675, verloor de kerk de beide transepten en werd de kerk tot een rechthoekig schip verbouwd. Kennelijk vond men het na de afbraak niet nodig de muren te egaliseren, want aan de buitenzijde is nog duidelijk aan de muurresten te zien waar het dwarsschip zich aan het schip sloot. Tegelijk met deze verbouwing werden ook de oorspronkelijke gewelven uitgebroken en vervangen door een vlak balkenplafond. Aan de vieringspijlers, de schildbogen en muurversterkingen is te zien dat zich hier ooit een achtribbig gewelf bevond. Onder de muren van het koor zijn nog resten van de rondboog-arcatuur zichtbaar. Terwijl in de zuidelijke muur vier grote spitsboogramen het kerkschip verlichten, heeft de kerk in de noordelijke muur op de plaats van het vroegere noordelijke transept een middelgroot raam en verder westelijk nog twee kleine rondboogramen. Deze kleine rondboogramen werden bij een renovatie in 2002 weer gereconstrueerd, nadat ze eerder waren dichtgemetseld. De oostelijke muur en het aangrenzende deel van de noordelijke muur werden vernieuwd. Al eerder moest in 1962 de westelijke muur worden gesaneerd en het raam worden vernieuwd.
De vrijstaande klokkentoren in het zuidoosten is in 1850 door Marten Bruns Schmidt uit Ditzum gebouwd, die ook de toren van de Ditzumer kerk bouwde. Of er voor deze toren al een klokkentoren aanwezig was is niet duidelijk. Mogelijk was er voor de klok een kleine dakruiter aanwezig.
De kerk werd in het voorjaar van 1945 zwaar getroffen door artilleriebeschietingen. Hierbij werd het dak gedeeltelijk verwoest. Pas in 1954 kon de kerk weer in gebruik worden genomen.

## Inventaris
In het liturgische deel voor de huidige kansel staat een rond romaans doopvont uit de 13e eeuw van Baumberger zandsteen in de Bentheimer stijl, dat versierd is met twee friezen die worden begeleid door gedraaide touwornamenten. Het onderste is een rondboogfries met lelies, het bovenste is versierd met ranken. Het vierhoekige voetstuk heeft op de hoeken vier leeuwen met verschillende koppen. Een van de leeuwen wordt met een uithangende tong uitgebeeld.
De eiken avondmaalstafel stamt uit het laatste kwart van de 17e eeuw. Tot de vasa sacra behoort een avondmaalsbeker, die in 1586 door de Hatzumer hoofdelingenfamilie Isempt van Hatzum werd geschonken. Het overige vaatwerk dateert uit 1873. De kastbanken stammen uit de 18e eeuw en toont een wapen van een hoofdelingenfamilie. In de kerk zijn meerdere grafzerken, waarvan de oudste uit het jaar 1505 stamt.
De barokke kansel met het klankbord aan de zuidelijke muur werd in de tweede helft van de 17e eeuw gebouwd en is versierd met inlegwerk, gedraaide zuilen en houtsnijwerk. Sinds de barokke tijd wordt het koor door een stenen muur van de kerk afgescheiden, die naar het kerkschip toe met een houten wand is bekleed. De afscheiding dient tegelijk als orgelgalerij. Hier zijn ook nog restanten van oude muurschilderingen zichtbaar.

## Orgel
Het kerkorgel werd in 1964 door Ahrend & Brunzema gebouwd en bezit zeven registers op één manuaal en aangehangen pedaal. Karakteristiek zijn de vleugeldeuren van de orgelkas, wat klank betreft de middeltonige stemming van het instrument. Het huidige orgel verving een instrument van Johann Diepenbrock uit 1890 en bezit de volgende dispositie: 

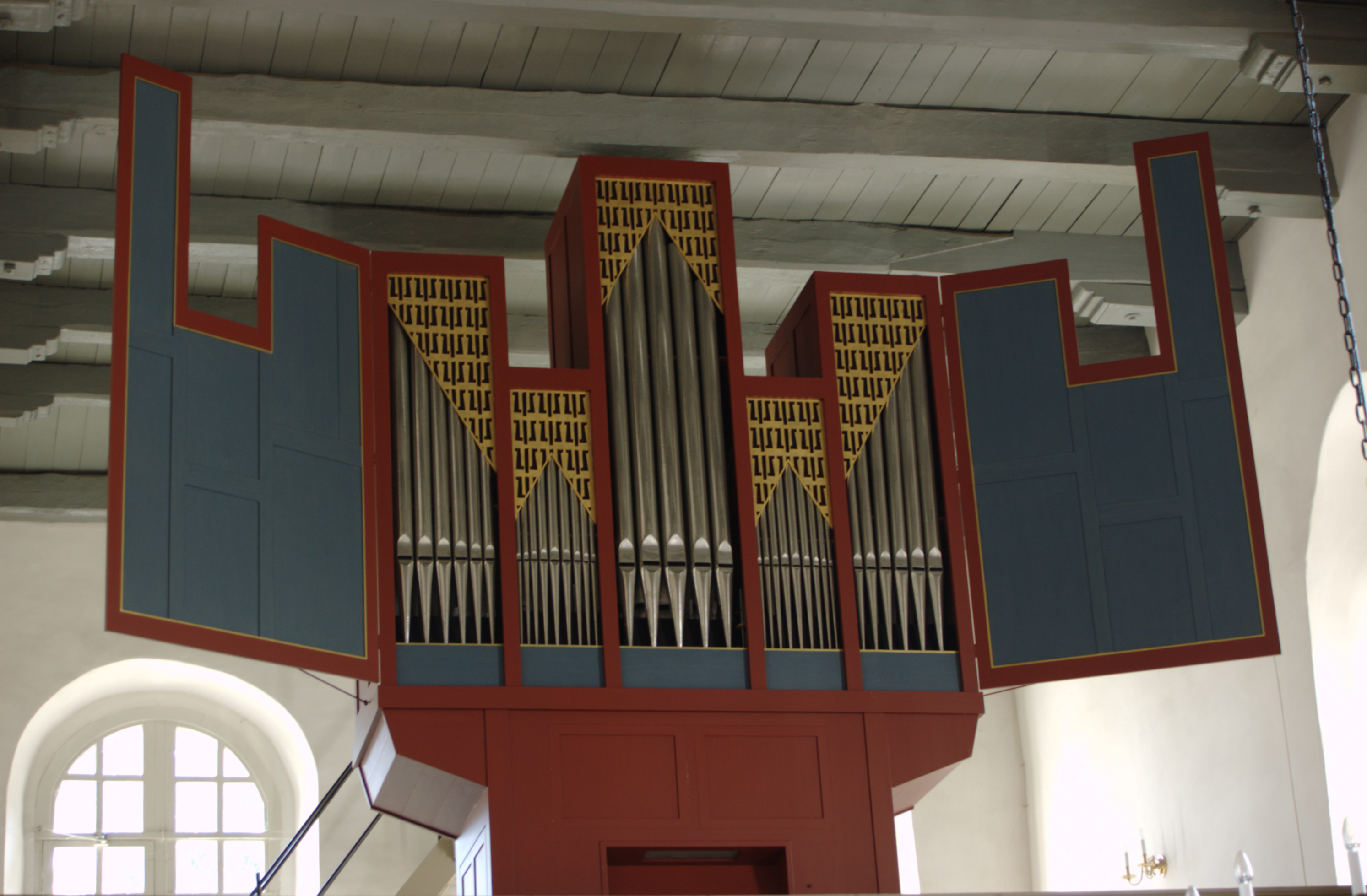
Het orgel van de kerk

| I Manuaal C–f3 |             |    |
| 1.             | Praestant   | 8′ |
| 2.             | Gedekt      | 8′ |
| 3.             | Oktaaf      | 4′ |
| 4.             | Roerfluit   | 4′ |
| 5.             | Oktaaf      | 2′ |
| 6.             | Mixtuur III |    |
| 7.             | Trompet     | 8′ |

| Pedaal C–d1 |             |
|             | aangehangen |